# Bitragunta
Bitragunta är en ort i Indien.   Den ligger i distriktet Nellore och delstaten Andhra Pradesh, i den södra delen av landet, 1 600 km söder om huvudstaden New Delhi. Bitragunta ligger 17 meter över havet och antalet invånare är 3 482.
Terrängen runt Bitragunta är mycket platt. Runt Bitragunta är det tätbefolkat, med 343 invånare per kvadratkilometer. Närmaste större samhälle är Allūr, 12,9 km sydost om Bitragunta. Trakten runt Bitragunta består till största delen av jordbruksmark.